# مرتضی باباخانی
مرتضی باباخانی (۱۰تیر
۱۳۱۸ در قصر شیرین – ۱۱تیر ۱۳۶۳ در تهران) فعال سیاسی دوران حکومت پهلوی و جمهوری اسلامی و عضو حزب توده ایران بود. وی در دوران حکومت پهلوی ۹ سال را در زندان گذراند و پس از انقلاب بهمن ۱۳۵۷ در آبان ۱۳۶۳ در جریان دستگیری سراسری اعضای حزب توده دستگیر و در اثر شکنجه در زندان کشته‌شد.

## زندگی
مرتضی باباخانی در سال ۱۳۱۸ در قصر شیرین در استان کرمانشاه در یکی از خانوادهای سرشناس و مذهبی قصر شیرین به دنیا آمد. فعالیت سیاسی خود را در همین شهر و در دههٔ ۱۳۳۰ آغاز کرد. باباخانی نخستین بار در اوایل فروردین سال ۱۳۴۹ در تهران توسط ساواک دستگیر و به زندان اوین و سپس زندان قصر منتقل شد و تحت شکنجه قرار گرفت. گفته می‌شود که وی یکی از کسانی بوده است که توسط عباس شهریاری به ساواک لو داده شده است. باباخانی طی همان دستگیری پس از چندی از طرف سپهبد ضیاء فرسیو به اعدام محکوم شد. با این حال چندی طول نکشید که فرسیو طی عملیاتی توسط چریک‌های فدایی خلق کشته‌شد. دادگاه تجدید نظر توسط فرد دیگری برگزار شد و مرتضی باباخانی این بار با یک درجه تخفیف به حبس ابد محکوم شد. باباخانی در سال ۱۳۵۱ به دلیل مشارکت در اعتصاب زندانیان به زندان وکیل‌آباد مشهد تبعید شد. وی در آنجا با رضا شلتوکی از رهبران حزب توده ایران که وی نیز کرمانشاهی بود هم‌بند بود.
مرتضی باباخانی تا سال ۱۳۵۷، مدت ۹ سال را در زندان گذراند و با آغاز شورش‌های عمومی به همراه دیگر زندانیان سیاسی آزاد شد. باباخانی بار دیگر به قصر شیرین بازگشت و ضمن همراهی با اعتراضات در این شهر در ماه‌های آخر انقلاب، در آن‌جا یک کتاب‌فروشی باز کرد. اما فضای خفقان‌آور کرمانشاه و شهرهای اطراف و به ویژه قصرشیرین در آن سال‌ها بر کار وی تأثیر گذاشت و نهایتاً کتاب‌فروشی وی توسط گروه‌های مذهبی آتش زده‌شد و خودش نیز دستگیر و دوباره به اعدام محکوم شد. با این حال مسئولان حزب توده که هنوز امکان فعالیت داشتند برای آزادی وی تلاش کرده و موفق به آزادی وی شدند. باباخانی از سوی حزب به تهران فراخوانده شد و در تهران به فعالیت‌هایش ادامه داد.
ایشان در حین اقدامهای حزبی خویش در پی مذاکرات با حزب دمکرات مهاباد، با همسرش زیبا ماورانی (متولد ۱۳۲۹ مهاباد، از خانواده‌های سرشناس سراجی اقدم و ماورانی) ٱشنا شد. با پادرمیانی سران حزبهای دمکرات و توده، این دو سرانجام در سال ۱۳۵۹ ازدواج کردند.
وی نهایتاً در دستگیری سراسری اعضای حزب توده در آبان سال ۱۳۶۲ در منزل خود دستگیر و به زندان اوین منتقل شد و برای اخذ اعتراف تحت فشار و شکنجه قرار گرفت. وی نهایتاً در جریان این شکنجه‌ها به همراه چند تن دیگر از اعضای دستگیرشدهٔ توده در زندان کشته‌شد.
ایشان همسر و دو دختر از خویش به یادگار گذاشته‌اند.